# Feliços somnis
Feliços somnis (títol original en italià, Fai bei sogni) és una pel·lícula italiana dirigida per Marco Bellocchio, estrenada el 2016. S'ha doblat i subtitulat al català.

## Argument
Es tracta de l'adaptació d'un relat autobiogràfic que conta 30 anys de la vida de Massimo Gramellini. Després de la mort de la seva mare sobrevinguda quan tenia 9 anys, les seves amistats infantils, esdevé periodista esportiu, després reporter de guerra. Fins als 40 anys, busca comprendre perquè i com la seva mare ha desaparegut. Persuadit de no poder estimar per haver estimat massa la seva mare, acaba per trobar una vida sentimental equilibrada descobrint la veritat i donant-li un sentit inesperat.

## Repartiment
- Bérénice Bejo: Elisa
- Valerio Mastandrea: Massimo
- Guido Caprino: el pare de Massimo
- Barbara Ronchi: la mare de Massimo
- Emmanuelle Devos
- Fabrizio Gifuni
- Roberto Herlitzka
- Miriam Leone

## Al voltant de la pel·lícula
- El film presenta diverses referències cinematogràfiques explicites, sobretot amb la utilització recurrent d'escenes de Belphégor o el Fantasma del Louvre i un extracte de l'escena de la piscina de la Féline. Així com una referència al film Nosferatu el vampir.
- Premis 2016: Premis David di Donatello: 10 nominacions inclosa millor pel·lícula i director 2016: Festival de Gijón: Secció oficial llargmetratges a concurs
- Crítica
  - "No és un exercici cinèfil (...) Bellocchio sempre s'ha rebel·lat contra els ordres institucionals, inclosa la família. Però el seu estil (...) és ara (...) més contingut i fabulador. (...) Puntuació: ★★★★ (sobre 5)"[4]
  - "Bellocchio parteix de l'íntim, del privat, per conquistar un discurs d'una escala còsmica. (...) trenca sistemàticament amb la lògica del relat clàssic per lliurar-se a un lirisme abrasador"[5]
  - "Bellocchio presenta un retorn agradable i que es deixa veure fàcilment a alguns dels temes clau que han freqüentat en els seus 50 anys de carrera cinematogràfica."[6]